# Ozero Osinovka
Ozero Osinovka (ryska: Озеро Осиновка) är en sjö i Belarus.   Den ligger i voblasten Vitsebsks voblast, i den norra delen av landet, 190 km norr om huvudstaden Minsk. Ozero Osinovka ligger 139 meter över havet. Arean är 0,33 kvadratkilometer. Den sträcker sig 1,4 kilometer i nord-sydlig riktning, och 1,6 kilometer i öst-västlig riktning.
Trakten runt Ozero Osinovka består till största delen av jordbruksmark. Runt Ozero Osinovka är det glesbefolkat, med 17 invånare per kvadratkilometer.